# Правитель (фильм)
«Правитель» (тур. Reis) — турецкий биографический фильм, премьера которого в 2017 году.

## Сюжет
Фильм посвящён биографии президента Турции Реджепа Тайипа Эрдогана, и освещает важнейшие вехи его жизни, включая осуждение за экстремизм в 1999 году.

## В ролях
- Реха Бейоглу — Реджеп Тайип Эрдоган
- Азлем Болки — Эмине Эрдоган
- Орхан Айдин
- Волкан Басаран
- Эйхан Эроглу
- Измаил Хакки
- Абидин Еребакан

## Съёмки
Фильм снимался киностудией «Kafkasör Film Akademisi». Съёмки начались 22 января 2016 года на Кипре. Первый трейлер был выпущен 19 августа 2016 года. В октябре 2016 года киностудия объявила о переносе премьеры на 9 декабря с целью охвата большей аудитории и городов. Расходы превысили 4 млн долларов США. Тем не менее, премьера состоялась лишь 3 марта 2017 года.

## Критика
Снятый ярым сторонником Партии справедливости и развития и выпущенный накануне референдума по изменениям в конституции, фильм был встречен критиками как неприкрыто пропагандистский. Газета «Times» опубликовала критический отзыв о фильме. Также режиссёр заявил, что не будет участвовать в промоакциях фильма.
Фильм получил очень низкие оценки от критиков и зрителей — на IMDb.com его рейтинг составляет 1,8 из 10.